# إليزابيث هايدون
إليزابيث هايدون (بالإنجليزية: Elizabeth Haydon)‏ (1965، ميشيغان في الولايات المتحدة)؛ كاتِبة وروائية أمريكية.